# Трансцендентность
Трансценде́нтность, трансценде́нция, прил. трансценде́нтный (от лат. transcendens «переступающий, превосходящий, выходящий за пределы») — философское понятие, означающее то, что принципиально недоступно опытному познанию, выходит за пределы чувственного опыта. В широком смысле трансцендентное понимается как «потустороннее» — то, что находится «по ту сторону» человеческого бытия; это понятие противоположно имманентному — «посюстороннему», то есть находящемуся «по сю (эту) сторону» бытия. Считается, что познанием трансцендентного занимаются религия и метафизика.

## В религии
Трансцендентность (выход за рамки или превышение границ) и противоположное ему понятие имманентность (существование в пределах границ) — два ключевых понятия, которые используют богословы и философы для описания божественного; каждое из них предназначено для выражения связи между божественным и конечной реальностью. 
Под трансцендентностью подразумевается представление, согласно которому божественное лежит за пределами человечества и мира, при этом оно рассматривается как отличное от обоих и не полностью тождественное ни тому, ни другому; под имманентностью подразумевается, что божественное полностью или частично тождественно какой-то реальности в мире, например, человечеству или космическому порядку. Крайность имманентности — представление о божественном как о безличном священном порядке, полностью существующем в границах мира. Крайность трансцендентности — представление о божественном как о личности (Боге или божественной сущности в себе), при этом Бог воспринимается как не тождественный ни миру, ни какой-либо конечной реальности этого мира.
Некоторые мыслители описывают божественное как полностью трансцендентное, то есть «полностью иное», чем конечная реальность; некоторые утверждают полную имманентность божественного; существует также трансцендентно-имманентная интерпретация, согласно которой оба понятия не исключают друг друга, поскольку божественные принципы реализуются «в мире» (например, двойственная природа Богочеловека).

## В мистических традициях
Трансценденция — это состояние сознания, при котором человек преодолевает ограничения физического существования и согласно некоторым подходам становится даже независимым от физического мира. Мистический опыт часто мыслится как определённо-продвинутое состояние трансценденции, при котором переживание отдельности «я» исчезает. Это иногда достигается с помощью молитвы, психоделиков, медитации, дыхательных психотехник.

## До Канта
Предпосылки термина трансцендентное зародились в античном неоплатонизме. У Дионисия Ареопагита трансценденция была тесно связана с апофатикой. Так, Фома Аквинский учил о совершенной трансцендентности Бога по отношению к творению.

## У Канта
Термин «трансцендентный» употреблялся в философии Канта для характеристики ноуменов, то есть вещей-в-себе, которые хоть и проявляются в мире феноменов в виде известных нам явлений, не могут тем не менее сами быть восприняты в чувственном (эмпирическом) опыте, об их существовании мы узнаём лишь умозрительно, то есть не опытным путём. Таким образом, Кантом утверждается принципиальная непознаваемость мира: познанию доступны лишь явления, но нет никакой возможности узнать, что же лежит в их основе, чем являются вещи-сами-по-себе (они же — вещи-в-себе) на самом деле.
Близким к трансцендентному понятием, которое, тем не менее, важно от него отличать, является понятие трансцендентального. Изначально оно характеризовало область отвлечённых умственных категорий (таких как вещь, сущее, истина, добро и т. п.), а позже было развито Кантом, который стал так называть то, что изначально присуще сознанию: не приобретено в процессе опыта, а, напротив, обусловливает и определяет возможность всякого опыта, то есть является своеобразной «сверхопытной данностью», данной человеку особым априорным (то есть «прежде всякого опыта») образом. Кант изначально отказывался принимать какой-либо другой источник опыта, кроме эмпирического; когда он пришёл к заключению, что построить философскую систему лишь на опытных данных невозможно, ему пришлось допустить, что есть нечто доступное познанию человека, хотя и не являющееся предметом опыта: априорные формы восприятия (пространство и время), трансцендентально-логические категории, идеи Бога, бессмертия души, добра (см. категорический императив), красоты и др.

## После Канта
В экзистенциальной философии Карла Ясперса трансценденция присутствует как абсолютная и непостижимая реальность.

## Научно-популярное использование термина
В научно-популярных источниках понятие «трансценденция» означает выходить за пределы, а «само-трансценденция» — означает выход за пределы базового состояния сознания (Эго).